# Jacob Ondrejka
Jacob Ondrejka, né le 2 septembre 2002 à Landskrona en Suède, est un footballeur international suédois qui joue au poste d'ailier gauche au Parme Calcio.

## Biographie

### Carrière en club

#### Landskrona BoIS
Né Landskrona en Suède, Jacob Ondrejka est formé au BK Landora (de), avant de poursuivre sa formation au Landskrona BoIS. Le 30 mars 2019 il signe un contrat de trois ans. C'est avec ce club qu'il joue son premier match en professionnel, le 7 avril 2019 contre le FC Trollhättan. Il entre en jeu et son équipe s'impose par un but à zéro.

#### IF Elfsborg
En janvier 2020, Jacob Ondrejka rejoint l'IF Elfsborg. Il joue son premier match sous ses nouvelles couleurs le 8 mars 2020 lors d'une rencontre de coupe de Suède contre l'Örebro SK. Il est titulaire et son équipe l'emporte par un but à zéro.
Le 14 juin 2020, il joue son premier match en Allsvenskan, lors d'un déplacement à Göteborg (victoire 0-1 à l'extérieur). Le 23 juillet 2020, il inscrit son premier but en Allsvenskan, sur la pelouse du Mjällby AIF sur une passe décisive de Sivert Heltne Nilsen. Son équipe s'impose sur le large score de cinq buts à zéro à l'extérieur.
Le 18 février 2021, Jacob Ondrejka prolonge son contrat avec l'IF Elfsborg jusqu'en 2023.
Ondrejka découvre la coupe d'Europe le 29 juillet 2021, à l'occasion d'une rencontre de Ligue Europa Conférence face au FC Milsami Orhei. Il entre en jeu à la place de Jeppe Okkels et délivre une passe décisive. Son équipe s'impose par cinq buts à zéro ce jour-là.

#### Royal Antwerp
Le 18 avril 2023, le Royal Antwerp annonce la venue de l'international suédois pour la saison 2023-2024.

#### Parme Calcio
Le 23 janvier 2025, Jacob Ondrejka quitte le Royal Antwerp FC pour rejoindre l'Italie en signant au Parme Calcio pour un contrat courant jusqu'en juin 2029,.

### En sélection
Ondrejka joue son premier match avec l'équipe de Suède espoirs le 29 mars 2022 contre l'Irlande. Il entre en jeu à la place d'Armin Gigović et son équipe est battue par deux buts à zéro.
Jacob Ondrejka honore sa première sélection avec l'équipe nationale de Suède le 12 janvier 2023 contre l'Islande. Il est titularisé et son se fait remarquer en inscrivant son premier but en sélection dans le temps additionnel, permettant à son équipe de l'emporter par deux buts à un,.

## Palmarès
Royal Antwerp FC
- Supercoupe de Belgique
  - Vainqueur : 2023